# 안티고노스 2세 고나타스
안티고노스 2세 고나타스(그리스어 Αντίγονος B΄ Γονατάς 기원전 319년? ~ 기원전 239년, 재위 기간 : 기원전 276년 ~ 기원전 239년)는 고대 마케도니아 왕국의 강력한 군주로 안티고노스 왕조를 확립하였으며, 발칸반도를 침략한 갈리아 사람들을 무찔러 명성을 얻었다.

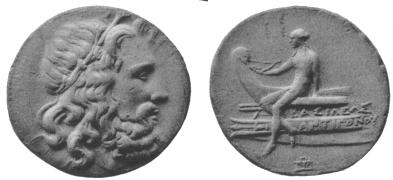
안티고노스 2세 고나타스의 주화. 'ΒΑΣΙΛΕΩΣ ΑΝΤΙΓΟΝΟΥ'(안티고노스 임금의)라고 나와 있다.

## 태생과 가족사
안티고노스 고나타스는 기원전 319년경에 태어났으며 출생지는 테살리아의 곤노이로 보이는데, 그의 이름 '고나타스'는 무릎 보호 강철판(고대 그리스어: gonu-gonatos)에서 유래되었다. 그는 디아도코이(기원전 323년에 알렉산드로스 대왕이 죽은 뒤에 제국을 분할한 대왕의 장군들) 가운데 가장 강력한 인물과 관련이 있었다. 고나타스의 할아버지는 안티고노스 1세 모노프탈모스이며 아버지는 당시 아시아의 상당수 지역을 통치하던 데메트리오스 1세 폴리오르케테스였다. 어머니는 안티파트로스의 딸인 필라였다. 안티파트로스는 마케도니아와 그리스를 지배하였으며 이론상으로는 통합된 상태인 알렉산드로스 제국의 섭정으로 인정되었다. 그러나 그 해에 안티파트로스가 죽으면서 영토와 패권을 놓고 투쟁이 심해졌다.
안티고노스 고나타스의 할아버지와 아버지의 행적은 파란만장하였다. 알렉산드로스 제국의 재통합이라는 대업을 눈 앞에 두었던 안티고노스 모노프탈모스는 기원전 301년 〈이프소스 전투〉에서 패해 전사하였으며, 과거 그가 통치하던 영토는 그의 적이었던 카산드로스, 프톨레마이오스, 뤼시마코스, 셀레우코스가 나눠 가졌다.

## 데메트리오스의 휘하
아버지 데메트리오스가 9,000명의 병사와 함께 전투에서 도주할 당시, 안티고노스 고나타스의 나이는 18살이었다. 할아버지 모노프탈모스를 몰락케 한 승자들이 서로 반목하면서 데메트리오스는 자신의 아버지가 잃었던 권력의 일부를 되찾을 수 있었다. 그는 아테나이와 그리스 상당 지역을 정복하였으며, 기원전 294년에는 카산드로스의 아들인 알렉산드로스 5세에게서 마케도니아 왕위를 빼앗았다.
안티고노스 고나타스는 안티파트로스의 외손자이자 카산드로스의 조카였으므로 그의 존재는 아버지와 이전 임금들의 지지자들을 화해시키는 데 도움이 되었다.
기원전 292년, 데메트리오스가 보이오티아에서 군사 활동을 벌이는 중에, 트라케의 지배자이자 아버지의 적이었던 뤼시마코스가 오랑캐 드로미카이테스에게 사로잡혔다는 소식을 전해 들었다. 데메트리오스는 뤼시마코스의 아시아와 트라케 영토를 빼앗을 요량으로 보이오티아에 있는 자신의 군대 지휘를 아들 안티고노스에게 맡기고, 자신은 즉시 북쪽으로 진군하였다. 데메트리오스가 없는 사이 보이오티아인들은 반란을 일으켰으나 안티고노스가 테바이에서 이들을 포위하였다.
데메트리오스의 트라케 원정은 실패하였고, 그는 테바이에서 포위전을 치르고 있는 아들과 합류하였다. 테바이 사람들이 완강하게 도시를 지키는 탓에 데메트리오스는 함락할 가능성의 희박한데도 신하에게 값비싼 비용을 들여 도시를 공격하도록 강요하였다. 심각한 손실에 고민하던 안티고노스가 아버지에게 "아버지, 왜 우리가 쓸데없이 저들을 사지로 몰아넣어야 합니까?"라고 물었다고 전하는데, 데메트리오스는 자기 병사들의 목숨에 대해 경멸을 드러내며 답하길 "전사자에겐 군량이 들지 않는다."라고 말했다. 그러나 그는 자신의 목숨도 경시했으며, 포위전 중 쇠뇌 화살을 목에 맞아 심각한 부상을 입었다.
기원전 291년, 데메트리오스는 공성 무기로 성벽을 파괴하여 테바이를 함락하였다. 그러나 그에게서 그리스 대부분과 마케도니아를 지배하는 것은 이후 정복을 위한 디딤돌일 뿐이었다. 그의 목표는 바로 알렉산드로스 제국을 복원하는 것으로, 500척의 함선을 건조하도록 명령을 내려 (이 가운데 많은 배는 전례없이 큰 크기였다) 대규모로 전쟁 준비를 시작하였다.
데메트리오스의 이러한 전쟁 준비와 분명한 목표 때문에 셀레우코스, 프톨레마이오스, 뤼시마코스, 퓌로스와 같은 다른 임금들은 위험을 느끼고 재빨리 동맹을 맺었다. 기원전 288년 봄에 프톨레마이오스의 함대가 그리스 근해에 나타나 그리스 도시에 반란을 획책하였다. 동시에 뤼시마코스는 동쪽에서, 퓌로스는 서쪽에서 마케도니아를 공격했다. 데메트리오스는 안티고노스에게 그리스의 통치를 맡겼으며, 자신은 급히 마케도니아로 갔다.
당시 마케도니아 사람들은 데메트리오스의 무절제와 오만에 분노하고 있었으며, 그를 위한 힘겨운 전쟁을 치를 준비도 하지 않았다. 기원전 287년, 퓌로스는 마케도니아의 베로이아 시를 함락하였으며, 데메트리오스 군대는 즉시 항복하여 마케도니아 사람들이 그의 용맹을 크게 찬양하던 적장 퓌로스에게 넘어갔다. 이때 안티고노스의 어머니 필라는 독을 먹고 자살하였다. 그런 가운데 그리스의 아테나이는 봉기하였다. 이에 데메트리오스는 그리스로 돌아와 아테나이를 포위하였으나 그는 이내 인내심을 잃고 좀 더 극적인 방책을 취하기로 결정하였다. 그리스의 전쟁은 안티고노스에게 맡기고, 자신은 모든 함선을 모아 보병 11,000명과 자신의 모든 기병을 태우고 뤼시마코스의 영토인 카리아와 뤼디아를 공격하였다.
아들을 두고 아시아로 출병함으로써 데메트리오스는 자신의 불운을 받아들인 것처럼 보였으나 사실 그것은 다른 임금들에 대한 공포와 질시였다. 데메트리오스가 뤼시마코스 군대에 쫓겨 소아시아에서 타우루스산맥으로 갈 때, 안티고노스는 그리스에서 승리를 거두었다. 프톨레마이오스의 함대는 철수하였으며, 아테나이는 항복하였다.

## 통치 시기

### 그리스에서 세력을 확대하다
아버지 데미트리오스가 마케도니아와 소아시아에서 분주하게 전쟁을 벌이는 동안 안티고노스는 섭정을 맡아 마케도니아의 그리스 지배권 유지에 전념했다. 이후 아버지가 죽자 안티고노스가 왕위에 올랐으나 기원전 276년까지는 공식적인 재위 연호를 사용하지 못했다. 안티고노스는 그리스에 근거지가 적었으나 기원전 281년부터 마케도니아의 지배권을 주장했다. 그의 주장은 셀레우코스의 후계자인 안티오쿠스 1세와 마찰을 일으켰다. 안티고노스는 기원전 279년 켈트족의 침공에 대항하여 그리스 방위전쟁에 참가하고 다음해에 안티오코스와 평화협정을 체결했다. 이에 따라 그는 마케도니아의 지배권 주장을 포기했다. 이후 안티고노스의 외교정책은 셀레우코스 왕조와 친선관계를 기조로 삼았다.
기원전 277년 그는 헬레스폰토스 해협을 건너 리시마케이아 부근에서 켈트족을 물리쳤다. 이 승전 이후에 그는 마케도니아인들에 의해 왕으로 인정받았으나 기원전 274년 이탈리아 원정에서 실패하고 돌아온 피로스는 안티고노스를 마케도니아 북부와 테살리아에서 몰아냈다. 안티고노스는 마케도니아의 몇 군데 도시밖에 차지하지 못했지만 피로스가 펠로폰네소스 지역으로 진격하자 그를 뒤쫓아갔다. 기원전 272년 아르고스에서 피로스가 죽은 뒤 안티고노스는 마케도니아 지배권을 확보했다. 이제 그는 테살리아 동맹의 영수를 겸임했으며 이웃한 일리리아 및 트라키아와 우호관계를 유지했다. 그는 코린트와 에우보이아(에보이아)의 칼키스, 테살리아의 디미트리아스 등 그리스의 '고리'를 이루는 3대 도시에 마케도니아 점령군을 주둔시켜 그리스에서 자신의 지위를 확립했다. 더 나아가서 그는 펠로폰네소스 여러 도시들의 마케도니아 지지세력들을 지원하고 시키온·아르고스·엘리스·메갈로폴리스 등지에서 참주의 집권을 도왔다. 이제 마케도니아는 해협의 교통로와 러시아 남부지방에서 곡물 공급을 장악해 그리스를 완전하게 종속시키려면 에게 해만 손에 넣으면 되었고, 그럴 만한 힘도 회복한 셈이었다. 이러한 위험을 피하기 위해 스파르타의 아레우스 왕과 아테네 시는 이집트의 프톨레마이오스 2세의 사주로 그리스 해방전쟁을 선포했다(크레모니데아 전쟁, 기원전 267년~기원전 261년). 이집트 함대가 사론 만을 봉쇄했지만 안티고노스는 기원전 265년 코린토 부근에서 스파르타 왕을 패배시키고 이어서 아테네를 포위공격했다. 아테네는 기원전 263년~기원전 262년 조건부로 항복했다. 아테네의 관리들은 안티고노스가 임명한 사람들로 교체되었고, 아테네는 마케도니아의 한 지방도시로 격하되었다.
크레모니데아 전쟁 직후 안티고노스는 셀레우코스 왕조의 안티오쿠스 2세와 합세하여 공동의 적 프톨레마이오스 2세와 맞섰다. 안티고노스가 코스 해전에서 승리하여 '섬사람 동맹'을 확보한 것이 이때였는지 아니면 크레모니데아 전쟁 때였는지는 불확실하다. 기원전 255년 프톨레마이오스와 평화협정을 체결하고 이복동생 디미트리오스를 키레네의 베레니케와 결혼시킴으로써 이집트의 이웃나라인 키레네에 마케도니아의 영향력을 확립했다.

### 그리스에서의 쇠락과 죽음
그러나 몇 차례의 형세가 뒤바뀌어 그리스에서 그의 지위는 흔들리고 있었다. 기원전 253년 안티고노스의 조카이며 섭정이었던 알렉산드로스가 프톨레마이오스의 지원을 받아 코린트에서 반란을 일으켜 자신을 독립 군주로 선포함으로써 안티고노스는 그리스 남부의 통치거점인 코린트와 칼키스를 잃었다. 또한 아이톨리아인들이 테르모필라이를 점령함에 따라 아테네와 펠로폰네소스 지역에 대한 연계가 끊어졌다. 그러나 알렉산드로스가 죽은 뒤 안티고노스는 알렉산드로스의 미망인 니카이아를 아들 디미트리오스와 결혼시켰으며 계략을 써서 기원전 244년 코린트를 되찾았다. 이 동안에 이번에는 아카이아 동맹이 위험한 적대세력으로 떠올랐다. 기원전 251년부터 아카이아 동맹은 시키온의 아라토스의 지도 아래 있었다. 안티고노스는 아라토스를 포섭하기 위해 선물을 보냈으나 헛일이었다. 기원전 243년에 선전포고도 없이 아라토스는 코린토를 기습공격하여 마케도니아군을 퇴각시켰다. 메가라·트로이젠·에피다우로스도 안티고노스에게 등을 돌렸다. 그는 이 영토를 되찾으려고 하는 대신 아이톨리아 동맹과 연합했다. 연합세력은 펠로폰네소스 지역을 습격하여 약탈했으나 성공을 거두지 못했다. 그럼에도 기원전 244년경 안드로스에서 이집트 함대를 격퇴함으로써 안티고노스는 에게 해의 패권을 유지할 수 있었다. 그의 끝없는 전투로 이어진 생애는 80세의 나이로 끝났다.

## 군주평

### 친구 선택에 관한 평가
안티고노스는 겸손하고 키가 작았으며 들창코였다. 그는 친구를 선택할 때 귀족혈통보다는 개인의 능력을 고려했다.

### 군주통치에 관한 평가
그는 자신의 군주통치를 통치자로서 자기 의무를 엄격히 이행한다는 철학적 의미로 이해했다. 한번은 아들이 몇몇 신하들을 마구 대하는 것을 보고 그는 "우리의 왕좌가 고귀한 머슴의 신분인 것을 너는 모르느냐?"라고 말한 적이 있다. 얼핏 모순되는 것 같은 이러한 군주정 개념에 따르면 통치자는 자기 직분을 책임지고 백성과 법률에 봉사하는 존재였다.

## 스토아 학파와 안티고노스
젊은 시절에 안티고노스는 스토아 학파의 창시자인 제논의 제자였다. 그는 아테네에서 제논의 가르침을 받았으며 기원전 276년에는 제논을 마케도니아의 펠라에 있는 자신의 궁정에 초대했다. 그러나 제논은 초대에 응하지 않고 대신 제자들인 페르사이오스와 테베인 필로니데스를 보냈다. 기원전 263년에 제논이 죽자 왕은 탄식을 하면서 자신의 공적 활동에 대해 가치 있는 판단을 내려줄 수 있는 유일한 인물을 잃었다고 애석해 했으며, 그의 장례식을 성대히 치르도록 했다. 그의 궁정에 머문 문인들은 전쟁을 기록한 역사가 카르디아의 히에로니무스, 널리 읽힌 천문학에 관한 교훈시 《파이노메나》를 쓴 실리시아 태생의 시인 아라토스, 피로스 등이었다.
| 전임 데메트리오스 1세 | 안티고노스 왕조 | 후임 데메트리오스 2세 |

| 전임 소스테네스 | 마케도니아의 왕 기원전 276년 - 기원전 239년 | 후임 데메트리오스 2세 |